# Posizione di Thorburn
La posizione di Thorburn è un atteggiamento del corpo conseguente a un riflesso nervoso dovuto a una lesione del midollo spinale. Deve il suo nome a William Thorburn (1861-1923).
È conseguenza di un danno al neuromero C7. Interessa i gomiti, la posizione tipica si ottiene in seguito al riflesso che porta a piegare le braccia, avvicinando le mani al mento e allargando all'infuori i gomiti. Le braccia, in tale posizione, possono restare bloccate anche a lungo.